# Naučný okruh Dobrá
Naučný okruh Dobrá, nazývaný také Doberský okruh či Turistický informační systém obce dobrá, je okružní naučná stezka v obci Dobrá v okrese Frýdek-Místek. Geograficky se také nachází v Podbeskydské pahorkatině v Moravskoslezském kraji a regionu Horní Slezsko.

## Historie a popis stezky
Nenáročný naučný okruh Dobrá je zaměřen na zajímavosti, kulturu, historii a přírodu v Dobré. Trasa obecní úřad - kostel sv. Jiří - nádraží Dobrá u Frýdku-Místku - přírodní památka Niva Morávky - řeka Morávka - podél řeky - sportovní areál - severozápadní část obce - obecní úřad. Zajímavostí je také bývalá Ondrášova krčma, kde pobýval zbojník Ondráš. Okruh je značen netradičním modrožlutým pásovým značením a na trase je 9 zastavení s informačními panely v českém, anglickém a polském jazyce. Stezka, která má délku 4,5 km, byla postavena v roce 2009.

## Další informace
Stezka je celoročně volně přístupná

## Galerie

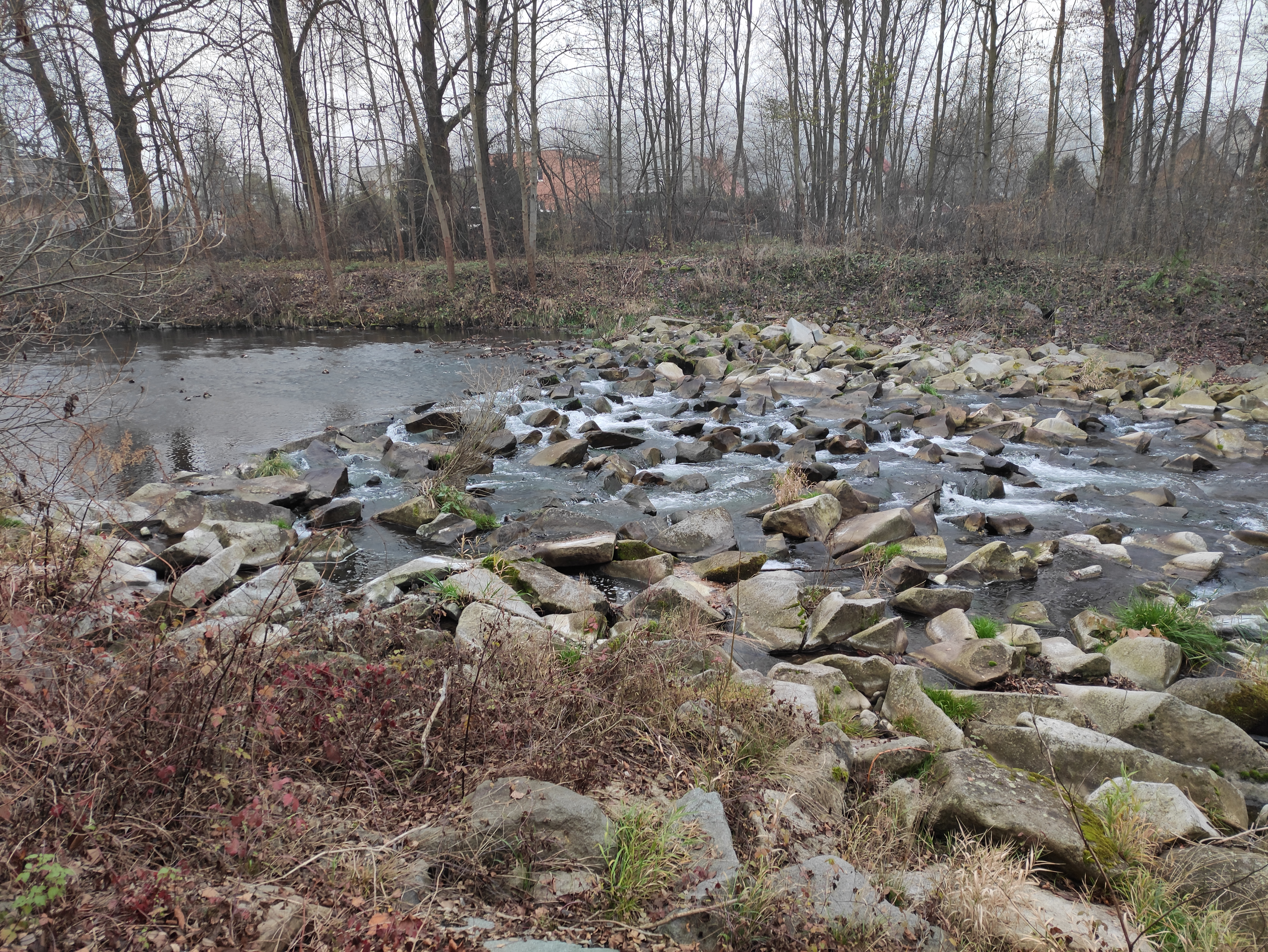
Jez Morávka, km 4,6
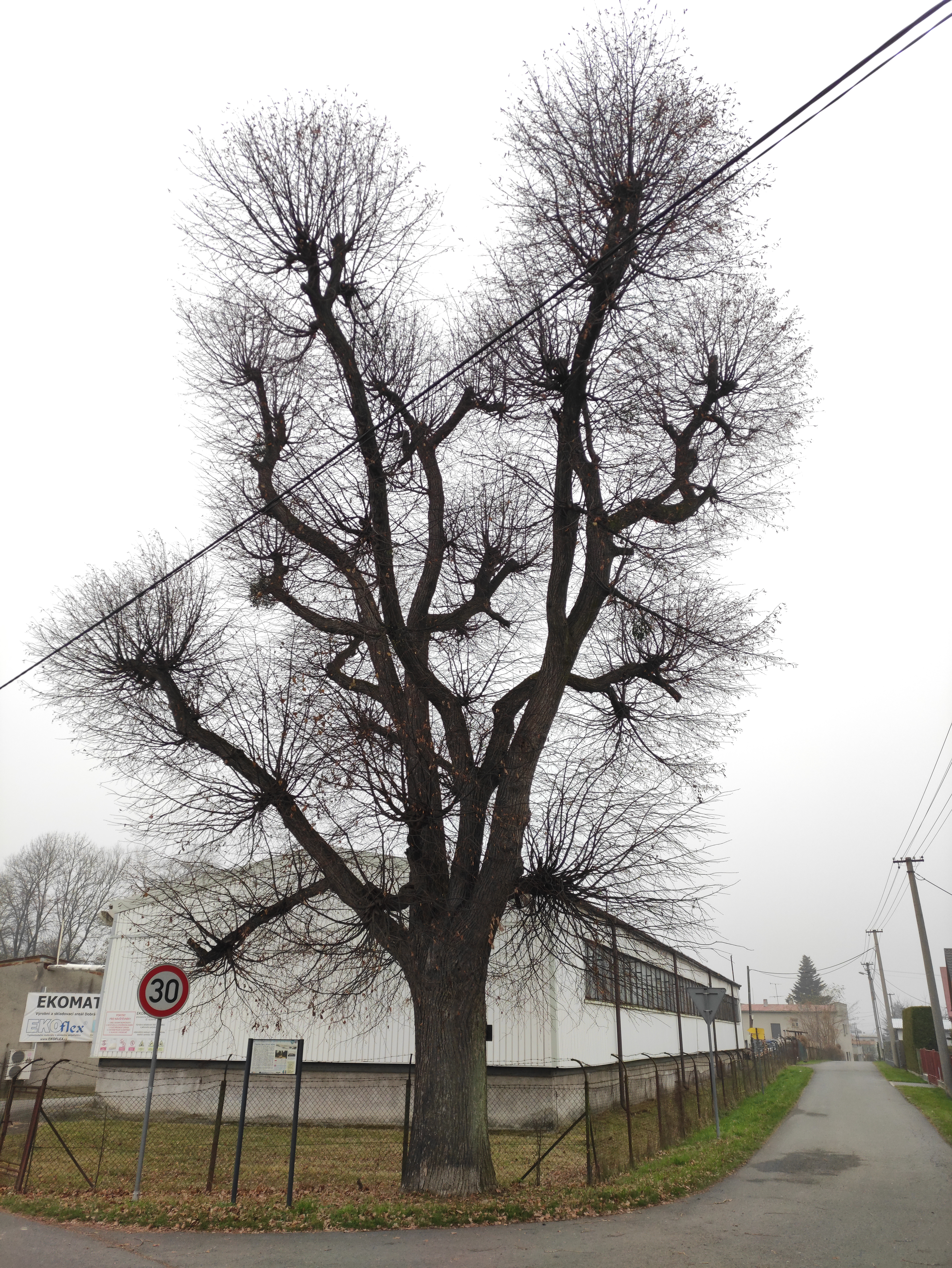
Památná lípa